# Schwangerschaftsdepression
Eine Schwangerschaftsdepression ist eine unipolare Depression während der Schwangerschaft, die oft als Folge einer Anpassungsstörung zustande kommt.
Wie andere Erkrankungen kann auch eine Schwangerschaftsdepression laut ICD-10 anderenorts klassifiziert werden, wird jedoch gesondert aufgeführt und mit O99.3 kodiert,
weil sie Schwangerschaft, Geburt und Wochenbett komplizieren kann.
Etwa 10 Prozent aller Frauen sind während der Schwangerschaft von einer Depression betroffen, nach einer Studie von Evans erfüllten in der 32. Schwangerschaftswoche 13,5 % der Schwangeren die Kriterien einer möglichen Depression. Nach einer anderen Studie sind 10 Prozent der Frauen betroffen. Die Ursachen dafür sind immer noch unklar und die Behandlung, insbesondere die medikamentöse, ist heikel.
Eine Relevanz haben in diesem Zusammenhang die postpartale Stimmungskrisen, die auch Wochenbettdepression genannt werden.